# 哭泣杀神
《哭泣杀神》（日語：クライングフリーマン），港譯《淚眼煞星》，是由小池一夫原作，池上辽一绘画的日本漫画作品。于《Big Comic Spirits》（小学馆）连载。内容讲述从属于巨大黑社会组织“百八龙”的杀手“哭泣自由人”的战斗。系列漫畫銷量達到1000萬本以上。
除漫画外，亦曾被东映动画公司动画化，从1988年至1994年间发售了6集OVA。另外香港亦曾兩次（未授權）将其搬上大银幕（1990年的《红场飞龙》（许冠杰、张曼玉主演），以及1990年的《浪漫杀手自由人》（任达华、王祖贤主演））；1995年美国和日本亦合拍了由克里斯多夫·甘斯（Christophe Gans）导演、馬克·德可斯可主演的同名电影。

## 简介
充满朝气的陶艺家“火野村窑”在个人的展览会场上意外获得了某胶卷。胶卷裡记录了中国黑社会“百八龙”的残忍杀人场面。百八龙打算要回胶卷却遭窑拒绝，之后百八龙将窑绑架，并使用强力的催眠术把窑培育成一名杀手。被赋予杀手代号“Freeman”的窑接受了杀手训练，并刺上了象征自由的龙刺青。因为每当窑杀完人的时候，会为自己的宿命流泪，于是也被称为“Crying Freeman”。
單身的日本女画家“日野绘雾”在香港目击了自由人（窑）的杀人过程。虽然意识到自己可能会被灭口，但她却同时被杀人后沉默流泪的自由人吸引。自由人前来刺杀绘雾时、被绘雾“死之前希望成为女人”的愿望所动摇。自由人实现了绘雾的愿望后，却发现自己爱上绘雾而不忍下手。然而那时，被自由人暗杀了首领的黑帮组织“白真会”的成员入侵了绘雾家，与自由人展开冲突，绘雾更被卷入其中受了重伤。自由人将她送去医院，并与她约定于火野村的窑场再会。康复了的绘雾与窑一同返回百八龙，并由自由人亲手帮她刺上虎刺青。
百八龙的首领“百八龙”和他的妻子“虎风铃”将中文名“龙太阳”和“虎清兰”分别赋予自由人和绘雾，并准许他们结婚。随后自由人更被赋予百八龙的继承人使命，却被对由日本人继任首领而感到不快的百八龙孙女“白牙扇”刺杀，百八龙亦被卷入纷争之中。之后自由人更率领百八龙与恐怖分子和绑架组织等国际犯罪组织展开周旋。

## 人物

### 百八龙（Hundred Eight Dragon）
百八龙（Hundred Eight Dragon），又名龙年（Year of Dragon），原是以反清复明为目的由一百零八个僧侣仿效水浒传而创立的组织。据说清朝灭亡后百八龙四分五裂成上海的青帮和北京的洪门等，然后青帮随着中华人民共和国的成立被追逐到香港，现代的百八龙可以视为泛青帮之流的人所组成的组织。
百八龙在日本被视为世界第一大组织，在全世界都拥有秘密基地。首领拥有龙刺青，首领之妻则拥有虎刺青。组织规定首领不能以亲生子女作为继承人，亦禁止首领生儿育女。在首领之下有作为百八龙干部的“十行星”，他们全是上了年纪的长老，均以行星之名为代号。
百八龙除手下众多，还拥有大量地产和军事武装。例如自由人执行任务时常使用的名为“龙舰”的核潜艇及其他五部水面舰艇。
火野村 窑（Hinomura Yo）
- 中文名：龙太阳（Lóng Tài-Yáng）
- 杀手代号：自由人（Freeman）
- 声优 : 古川 登志夫

陶艺家。在个人展览会里，他在其中一个展览品中发现了百八龙的刺杀照片。之后被百八龙绑架，训练成一名杀手。
之后在一次刺杀行动中，相貌被一名日本女画家“日野绘雾”见到。后为刺杀绘雾灭口潜入绘雾家中，却被绘雾吸引而不能下手。后来其不顾一切依然要与绘雾在一起的心情感动了虎风铃，后者特准他将绘雾带回百八龙。
成为百八龙首领后，更亲自出手击溃其他各个组织，令以往与他为敌的女性亦为之倾心，成为他的情人。
外貌俊美，擅长中国功夫，惯用武器是枪和匕首。与人交战时常利用脚趾夹住匕首的“脚刀”攻击，刺杀目标时则扮成绅士，行李员等身份接近对方，然后出其不意地用利器或枪攻击对方头部或要害。
身上刺有象征自由的龙刺青。
日野 绘雾（Hino Emu）
- 中文名：虎清兰（Hǔ Qīng-Lán）
- 声优 : 片石 千春

日本女画家，年龄29岁。相貌美丽但因父亲生前是权势人物导致没有人敢追求她，现在仍是处女。独自一人居住在父亲死后留下的大宅里。
在香港与自由人相遇，一见倾心。虽然害怕自由人来灭口但却控制不住思念。在自由人前来刺杀自己的时候，提出“死前想变成女人”的愿望。与自由人相恋后跟随自由人回百八龙，并嫁与他为妻。
后来意外获得妖刀“村正”，为免“村正”的妖气祸及自由人，前往香港寻求御剑之道。最终令“村正”驯服，成为她的武器。
身上刺有虎刺青。
百八龙（Hundred Eight Dragon）
- 声优 : 宫内 幸平

百八龙的首领，是个老头，亦被称为“龙父”。虽然身上应有龙刺青，但在作品中从未展现过。以前曾破坏百八龙的规矩与妻子虎风铃生下儿子，却因儿子变成了杀人狂而感到十分痛苦。
虎风铃（Hǔ Fēng-Líng）
- 声优 : 津田 延代

百八龙的妻子，年龄99岁的老婆婆，亦被称为“虎母”。代替百八龙处理组织事务。虽然年纪大，却是一个拳术高手，曾在最前线将数个敌对杀手瞬间杀死。自由人的武功亦由她所传授。
身体前后都刺上了虎刺青。
黄 德源（Huáng Dé-Yuán）
- 声优 : 中尾 隆圣

自由人的手下。原本是作为自由人的监视人兼向导而接近他，协助自由人完成任务。与自由人成为出生入死的拍档，但却因为落入奇姬的陷阱而死。
杀害花田龙二后被警察追捕时，以全身涂黑的姿态全裸躲藏。
紫炎珠
被誉为世界第一的刺青师。在虎风铃的指示下为自由人刺上龙的刺青。当已被卡莫拉收买的她准备刺杀自由人时，被自由人天生的魅力所吸引而不能下手。被认为背叛了卡摩拉组织的她被囚禁起来实施强暴制裁，后来被虎风铃救出，最后以自己的血帮自由人完成龙刺青而死。
白牙扇（Bái Yá Shàn）
- 声优 :

百八龙和虎风铃两夫妻的孙女。不满自由人继承百八龙而向自由人发动报复，自由人和绘雾的婚礼后不久，在卡摩拉和水星爷的背后协助下绑架了绘雾，百八龙和虎风铃，但却被自由人打败。之后被重新纳回百八龙，作为“小妹妹”尊自由人夫妇为兄嫂，并担任他们的保镖。
身体虽巨大且肥胖，但却能熟练使用多种武器。爱用的武器是两把巨型匕首，手边亦会配备自动步枪。且由于体形巨大，所以即使身中多枪依然安然无事。
性格情绪化，遇到惊恐和难过的时候就会放声大哭。撇开体形和年龄，她依然像一个“小妹妹”一样。
身体没有刺青，但眼睛周围则有刺青。
水星爷（Shǔi-Xīng Yé）
- 声优 : 阪 脩

百八龙的“十行星”之一，讨厌日本人，不满身为日本人的自由人继承百八龙。忠于白牙扇的父亲，暗中协助白牙扇夺取百八龙，后事情败露被自己藏于鞋中的炸弹炸死。

### 敌组织

#### 白真会
日本黑社会组织，手下据称有二万六千人。因白真会决不染指毒品交易，亦禁止其他社团贩毒，百八龙为了将毒品走私交易扩张到日本市场，派自由人刺杀了白真会的首领“島崎秋堂”。后白真会第二把交椅“花田龙二”意图绑架绘雾套取自由人的情报，反因目睹自由人真面目而被杀，因此龙二的遗孀“君江”发布江湖通缉令，誓要追寻自由人和绘雾的下落。
島崎 秋堂（Shimasaki Shudo）
- 声优：八名 信夫

“白真会”的首领。严禁手下涉及毒品交易。被警视厅召集商讨对付百八龙的对策，发表了针对百八龙的讲话。但一步出警视厅就立刻被自由人射杀。
花田 龙二（Hanada Ryuji）
- 声优：土师 孝也

绰号“剃刀龙二”。白真会的下属社团“花田组”的首领。留着平头，戴墨镜。为报藤崎秋堂的仇，意图潜入绘雾家中套取情报，被自由人和黄德源暗算受了重伤。之后通过媒体向自由人发出挑战，但却被潜入社团事务所的自由人和黄德源杀死。
从肩膀到胸膛都有刺青。
花田 君江（Hanada Kimie）
- 声优：胜生 真沙子

龙二之妻。熊我教的信徒。在龙二的葬礼上诱惑警视厅的警察新田，做了他的情妇，以此来换取自由人和绘雾的情报。在追捕自由人和绘雾的过程中和新田一同被自由人所伤，自由人以不杀他们为条件要他们隐瞒自己的去向。之后受企图夺取百八龙的熊我教教主熊我内耐的命令去诱惑自由人，但反被自由人迷倒，成为了他的情人。
背部刺有菩萨的刺青。

#### 警视厅
新田（Nitta）
- 声优：屋良 有作

警视厅的警察，暗中与白真会和熊我教有来往。为了逮捕自由人，摧毁百八龙而绞尽脑汁。先利用龙二从绘雾口中套出自由人的情报，但龙二却被自由人杀死；之后受君江诱惑和要挟，与君江合作。但在追捕自由人过程中与君江一同被自由人所伤，被自由人以性命作要挟隐瞒他和绘雾的行踪。后与熊我教勾结对付百八龙，跟随熊我内耐到百八龙根据地时，熊我被百八龙制服，他也被白牙扇刺瞎双眼扔下悬崖。

#### 卡摩拉（Camorra）
意大利的暗杀组织，视百八龙为最大的敌人。曾两次派出刺客刺杀自由人但均以失败告终。之后自由人剿灭了其在香港的基地，卡摩拉其后利用白牙扇想要夺取百八龙的念头，妄图颠覆百八龙。但最终首领被自由人设计杀死。
卡雷尼（Don Carleone）
- 声优：银河 万丈

“卡摩拉”的首领。图谋利用百八龙内部的人杀害自由人。
奇姬（Kitche）
- 声优 : 藤田 淑子

卡雷尼的情人，同时也是杀手。在卡雷尼被杀后图谋令卡摩拉东山再起而潜入香港。是個白人女子，但擅於偽裝成黑人以混淆視聽，達到暗殺目的。

#### 非洲之牙
非洲的一个利用恐怖主义和暗杀来达成目的的革命组织。表面上由吉哥和他的左右手西格巴洛领导，但实际上背后的真正首领是巴格那克。在一次非洲之牙策划的劫机事件中，自由人和白牙扇从中阻挠，百八龙与非洲之牙开始正式交锋，之后非洲之牙更策划刺杀自由人。在自由人杀死西格巴洛和吉哥，最后赢了巴格那克后，非洲之牙大部分成员都逃走了，剩下的则意图推翻巴格那克。然而百八龙协助镇压了叛乱，巴格那克也归顺了百八龙。
吉哥（Jigon）
- 声优：乡里 大辅

以非洲为根据地的恐怖组织“非洲之牙”的首领，自称“非洲的救世主（God）”。操纵着飛刀作为攻击武器。被自由人杀死。
西格巴洛（Shikebaro）
- 声优：若本 规夫

号称吉哥的左右手的恐怖分子，瘦长的巨男。操纵着“战轮（Chakram）”作为攻击武器。伏击自由人的时候被自由人一击杀死。
巴格那克（Bugnug）
- 代号：黑眼珠
- 声优：榊原 良子

筋肉型的黑人女杀手，非洲之牙的秘密首领，与吉哥、西格巴洛一起掌管非洲之牙。以全裸的姿态登场，利用自由人的大意使自由人负了重伤，但被自由人反击，在即将被杀之前自由人停了手，最后两人和解。自由人为巴格那克取名“黑眼珠”，巴格那克亦成为了自由人的情人。

#### 熊我教
一个有十万信众的崇拜大熊神的邪教，教主是熊我内耐。熊我意外得到了一千挺一〇〇式机关枪，他企图利用这些武器，以及通过复制自由人去控制百八龙来达到政变的目的。
熊我 内耐（Kumaga Naiji）
- 声优：永井 一郎

熊我教教主。企图支配日本，图谋夺取百八龙作为其尖兵。拥有群体催眠术的特技。为夺取百八龙，选取了两个信徒并将他们整容成自由人的相貌，以图取代真正的自由人。另外为了采取自由人的精子和让复制自由人模仿自由人的细微举止，强迫君江和被控制住的自由人做爱。但自由人在君江和冬狱的暗中帮助下逃过一死。熊我在不知情下带着真正的自由人回到百八龙的根据地，妄图接收百八龙，却被自由人施以瓮中捉鳖之计。情急之下熊我利用催眠术迷倒百八龙众人，但却被不受影响的绘雾用妖刀村正杀死。
雄首 冬狱（Oshu Tohgoku）
- 声优：大友 龙三郎

日本最强的职业摔跤手，熊我教的信徒。因感激花田龙二支持自己的职业摔跤的恩义，所以执著于要打倒杀死花田的自由人。然而在与自由人的战斗当中理解了自由人的信条和哀伤，在对自由人行刑时明知道自由人已被假的顶包却隐瞒不报。之后随熊我内耐潜入百八龙的根据地，在与自由人决斗但战败后，将心爱的妻子和儿子托付给自由人后自行了断。

#### Kidnappers Organization (K.O.)
妮娜（Nina Heaven）
- 声优：高岛 雅罗

偶然目击了自由人的杀人经过，自此迷恋上自由人。成为美国的绑架组织“Kidnappers”的女主人后，企图毁灭百八龙并得到自由人。在地下拳击赛中，一边看着自由人一边自慰，没察觉到手榴弹滚到了脚边，在快乐的绝顶中被手榴弹炸死。
身上刺有蛇的刺青。
拉里·巴克（Larry Buck）
- 声优：加藤 精三

美国陆军特种部队的退役军人，“Kidnappers”的第二把交椅。背部有鬼子母神的刺青。不仅熟悉破坏工作，还很了解东洋思想。

#### 其他
馆冈 眺湖（Tateoka Choko）
- 声优：盐泽 兼人

名为“暗之吟游诗人”的杀手。使用藏有刀刃的木屐攻击。以雄首冬狱儿子的性命为要挟向自由人展开攻击，被自由人打败。
身上有蜡烛的刺青。
阿福（Fuku）
杀手组织“街”里的中年女性杀手。受黑社会社团的委托，化身中学的校工，暗杀回到故乡的自由人。
屈姬（Tanya）
- 声优：寺瀬今日子

愛斯基摩人，女殺手，擁有精準的槍法和非凡的夜視能力

## 漫画

### Big Comics（小学馆）
- 第1集 1987年1月 ISBN 4-09-181221-X 收录 第1话 Mr.窑 1-10。
- 第2集 1987年2月 ISBN 4-09-181222-8 收录 第1话 Mr.窑 11-17、第2话 落花流水 1-5。
- 第3集 1987年5月 ISBN 4-09-181223-6 收录 第3话 虎清兰 1-7、第4话 风声鹤唳 1-4。

中文版由台湾时报出版社出版。(限制級，有少許噴霧)
珍藏版
| 卷數 | 玉皇朝        | 玉皇朝 |
| 卷數 | 發售日期      | ISBN   |
| ---- | ------------- | ------ |
| 1    | 2021年12月3日 |        |
| 2    | 2021年2月2日  |        |

## OVA
1. Crying Freeman
2. Crying Freeman 2 风声鹤唳
3. Crying Freeman 3 比翼连理
4. Crying Freeman 4 雄首冬狱
5. Crying Freeman 5 战场的鬼子母神
6. Crying Freeman 完结篇 无明流射

### Staff
- 原作：小池一夫、池上辽一
- 监督：西尾大介（#1）、西泽信孝（#2）、松浦锭平（#3）、山内重保（#4、#5、完结篇）
- 脚本：清水东（#1）、小野龙之助（#2 - #5、完结篇）、奥山耕平（完结篇）
- 作画监督： 新井浩一（#1、#2）、漆原智志（#3、#4）、山下高明（#5、完结篇）、北野义宏（完结篇）
- 摄影监督： 白井久男（#1）、玉川芳行（#2）、高梨洋一（#3）、奥井敦（#4）、梶原裕美子（#5）、相矶嘉雄（完结篇）
- 音乐：义野裕明
- 制作：高桥尚子（#1）、佐佐木章（#1 - #3）、栗山富郎、岛津毅彦（#5、完結篇）
- 制作协力：东映动画

### 主题歌
（#2）
作词・歌：高桥真理子／作曲：小山敏明／编曲：清水信之
“Close your eyes”（#3）
作词・作曲：青木美惠子／编曲：船山基纪／歌：MIEKO
“TRUE LOVE”（#4）
作词：刀根万里子／作曲：山口美央子／编曲：Greg Mathieson／歌：刀根麻理子
“In Your Eyes”（#5）
作词・作曲：渡边克巳、石川洋／编曲：武部聪志／歌：KATSUMI
（完结篇）
作词：L.Z.Heywood、Koko田代／日语作词：森健次、麻仓晶／作曲・编曲：岩崎工／编曲：麻仓晶

## 真人电影

### 红场飞龙（Dragon From Russia，1990年）
詳見《红场飞龙》條目

### 浪漫杀手自由人（Killer's Romance，1990年）
詳見《浪漫杀手自由人》條目

### Crying Freeman（1995年）[2]
詳見《Crying Freeman》
电影由东映V CINEMA的好莱坞电影版“东映V AMERICA”策划。策划由日本方主导，而制作则由美国方主导，在好莱坞制片体系下拍摄而成。

#### 幕后制作
- 导演：克里斯多夫·甘斯（Christophe Gans）
- 原作：小池 一夫
- 剧本：罗杰‧阿夫瑞（Roger Avary）、克里斯多夫·甘斯（Christophe Gans）
- 摄影：托马斯·伯斯泰（Thomas Burstyn）
- 美术：亚历克斯·麦克道尔（Alex McDowell  ）
- 剪接：胡大為 克里斯托弗·羅斯
- 其他：罗杰‧阿夫瑞（Roger Avary）（特别鸣谢）
- 监制：布赖恩·约兹纳（Brian Yuzna）、塞缪尔·哈迪达（Samuel Hadida）
- 制作总指挥：一濑 隆重
- 策划：黑泽 满
- 制作：TOEI VIDEO COMPANY、富士电视、东北新社、Davis-Film
- 日本国内发行方：东映

#### 主演
- 马克·德可斯可（Mark Dacascos）——哭泣自由人／火野 窑
- 茱莉·康卓（Julie Condra）——日野 绘雾
- 加藤 雅也——花田 龙二
- 杰奇·卡尤（Tchéky Karyo）——刑警新田
- Mako——岛崎 秋堂
- 島田 陽子——花田 君江
- 瑞道恩琼（Rae Dawn Chong）——刑警Forge
- 金川 弘敦——黑道人物